# Anthony (Új-Mexikó)
Anthony város Doña Ana megyében, Új-Mexikó államban, az Egyesült Államokban. A 2020-as népszámlálás adatai szerint 8693 személy lakott a településen, ami csökkent a tíz évvel korábbi adathoz képest. Új-Mexikó és Texas határán található, közvetlenül a texasi Anthony mellett, 24 mérföldre Las Cruces megyei fővárostól. Tíz négyzetkilométeres területe teljesen szárazföldi, víz nélkül.
A település városi jogáról 2010. január 5-én szavaztak a lakosok, az 561 leadott voksból 410-en támogatták a javaslatot. A városi jogot július 1-én kapta meg Anthony.